# Districte Mission

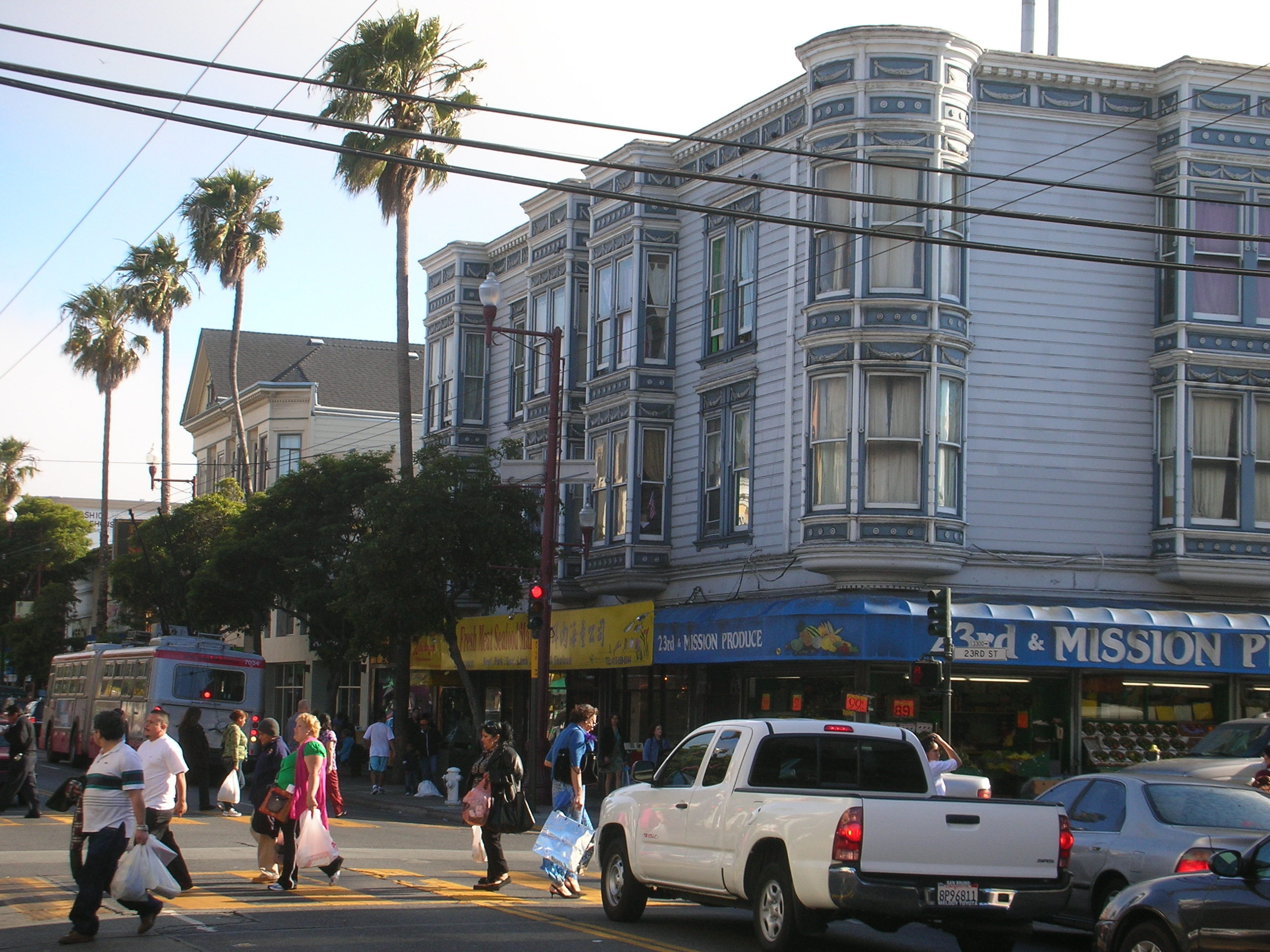
Carrer de Mission. Agost 2010

El Districte Mission, també anomenat popularment "La Missió", és un veïnat de San Francisco, Califòrnia, als Estats Units, que es diu així per la sisena missió de l'Alta Califòrnia, la Missió de Sant Francesc d'Assís, l'edifici més vell de San Francisco que està situat en el barri.

## Situació i clima
El carrer principal del Districte Mission de San Francisco és Mission Street. Els seus limits són la U.S.Route 101 en direcció est que fa de frontera entre la part est del districte, conegut com a "Inner Mission" i el seu veí de l'est, Potrero Hill, mentre que Sanchez Street separa els veïnats d'Eureka Valley (també conegut com a Castro) i Noe Valley a l'oest. La part del veïnat des de Valencia Street fins a Sanchez Street, al nord del 20th Street, és conegut com a Mission Dolores. Cesar Chavez Street (antigament Army Street) és el límit sud que està situat a prop de Bernal Heights, mentre al nord el barri és separat bruscament de South of Market per Duboce Avenue i l'autopista elevada de la Central Freeway que passa per sobre del 13th Street. També al llarg de Mission Street, més cap al centre-sud hi ha el barris Excelsior i Crocker-Amazon, algunes vegades s'hi refereix com "Outer Mission" (que no s'ha de confondre amb l'actual barri Outer Mission.
Els microclimes de San Francisco creen un sistema a causa del qual cada barri pot tenir un temps radicalment diferent a qualsevol hora. La posició geogràfica de Mission el protegeix de la boira i el vent de l'oest. Com a resultat, Mission té una tendència a tenir unes temperatures més temperades i és més assolellat que la resta de la ciutat. Aquest fenomen climàtic es fa visible als visitants que caminen pendent avall des de 24th Street a l'oest des de Noe valley (on els núvols de Twin Peaks a l'oest tendeixen a acumular-se els dies boirosos) en direcció Mission Street a l'est, en part perquè Noe Valley és sobre un terreny més elevat mentre que Inner Mission està en una situació menys elevada.

## Història
Els indis Yelamu van habitar la zona coneguda actualment com el Districte Mission durant uns 2000 anys. Els missioners espanyols van arribar a la zona cap a les darreries del segle xviii. Van trobar aquests habitants vivint en dos poblats a Mission Creek. Va ser en aquest lloc on un capellà espanyol que es deia pare Francesc Palou va fundar la Missió de Sant Francesc d'Assis el 29 de juny de 1776. Aquest moment va marcar el començament del final de la cultura Yelamu. La missió es va traslladar de la riba de Laguna Dolores a la seva actual situació el 1783. El pares franciscans van ser acusats d'haver utilitzat esclaus ohlone en els treballs per completar la missió el 1791. La població indígena a Mission Dolores es va reduir de 400 a 50 entre 1833 i 1841. Els ranchos propietat de famílies espanyoles com Valenciano, Guerrero, Bernal, Noe i De Haro van continuar a la zona fins a 1849 després de la cessió mexicana de 1848. Cessió Mexicana és el nom històric per la regió que actualment conforma el sud-oest dels Estats Units que va ser cedida als Estats Units per Mèxic pel Tractat de Guadalupe Hidalgo que va acabar amb la guerra entre Mèxic i els Estats Units, d'aquesta manera s'explica l'origen espanyol de noms com San Francisco i altres àrees de la costa oest.
Ja que la ciutat va créixer durant les dècades posteriors la febre de l'or, el Districte Mission va convertir-se en seu del primer estadi de bèisbol professional de Califòrnia, obert el 1868 i conegut com a Recreation Grounds, tenia una capacitat per 17000 espectadors i estava situat als carrers Folsom i 25th, una part dels terrenys els ocupa Garfield Square en l'actualitat. També, en el segle xx, el districte Mission va ser la seu de dos nous estadis de bèisbol, Recreation Park situat al 14th i Valencia Street i Seals Stadium situat al 16th Street i Bryant, amb aquests dos estadis utilitzats per l'equip de bèisbol que es va batejar amb el nom de Mission Reds.(?)
Durant l'assentament europeu de la ciutat en els segles XIX i XX, un gran nombre treballadors immigrants irlandesos i alemanys es van traslladar a aquesta zona. El desenvolupament i l'assentament es van incrementar després del terratrèmol de 1906, ja que molts negocis i residents desplaçats es van traslladar a l'àrea, fent de Mission Street un gran carrer comercial. El 1926, la comunitat polonesa de San Francisco va remodelar una església a 22nd Street i Shotwell Street i va obrir les portes com el Club Polonès de San Francisco, al qual es fa referència avui com Dom Polski or la llar polonesa. La comunitat americana d'origen irlandès va deixar marca durant aquest període, amb gent notable com l'etimòleg Peter Tamony, referint-se al barri com la llar. Durant el període que va dels quaranta als seixanta, un gran nombre d'immigrants mexicans es van traslladar a aquest districte, que va afavorir que marxessin del veïnat els estatunidencs i es fessin seu el barri els immigrants, donant a Mission el caràcter llatí pel qual es coneix avui dia. Durant els vuitanta i ben entrats els noranta, el barri va rebre un flux elevat d'immigrants i refugiats de Centramèrica i Sud-amèrica que fugien de les guerres civils i la inestabilitat política del moment. Aquest immigrants van atraure molts bancs i companyies centramericanes que establirien sucursals, oficines i seus regionals a Mission Street.
Els immigrants llatins, chicanos i centramericans van portar també amb ells la violència de bandes. En els vuitanta i els noranta, branques de les bandes Sureño i Norteño es van establir en el districte i es van involucrar en la violència del barri. La famosa banda centramericana MS-13 també es va activar en el barri. Tot i que l'aburgesament del barri i una campanya d'abast nacional dels noranta i els dos mil ha reduït les activitats d'aquestes bandes, continuen essent un problema persistent pel barri.
(...)
En els darrers noranta i començaments dels 2000, i concretament durant el boom d'internet (dot-com boom), joves professionals urbanites, de vint-i-pocs i trenta i pocs que vivien a l'última moda es van traslladar a la zona afavorint l'aburgesament, i incrementant els preus de la compra i lloguer d'habitatges, forçant el trasllat de moltes famílies llatines de classe mitjana com també artistes al voltant de Mission, o a traslladar-se fora de la ciutat completament als suburbis de la zona d'East Bay i South Bay. Aquest aburgesament va portar tensió i la creació de la Coalició Antidesplaçament de Mission pel supervisor Chris Daly.
Malgrat l'increment de preus del lloguer i la compra de cases, molts immigrants mexicans i centramericans continuen emigrant a Mission. Tot i que, els preus alts del lloguer i la compra al barri ha comportat que es traslladessin més al sud als afores de Mission.

## Monuments i característiques

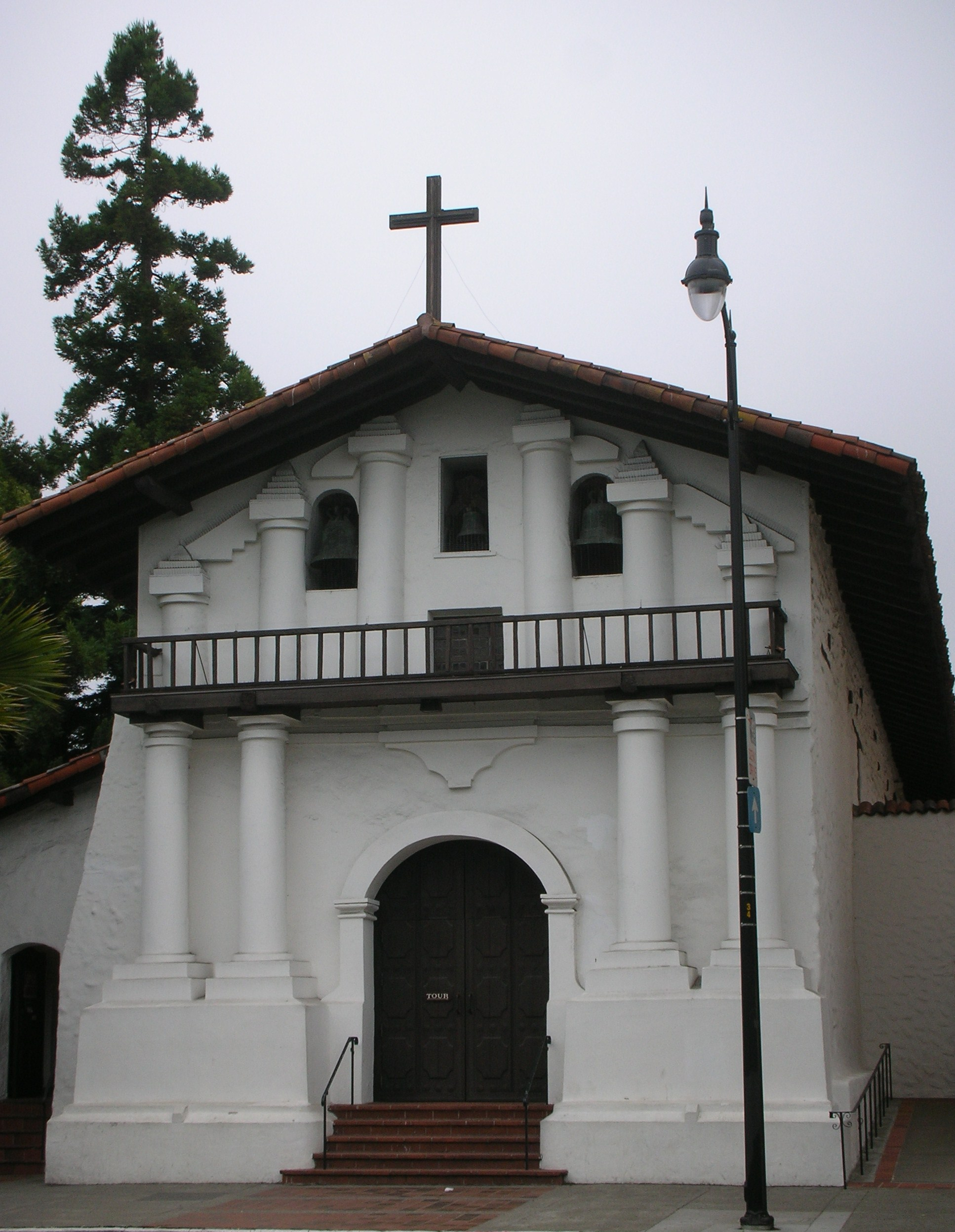
Mission Dolores

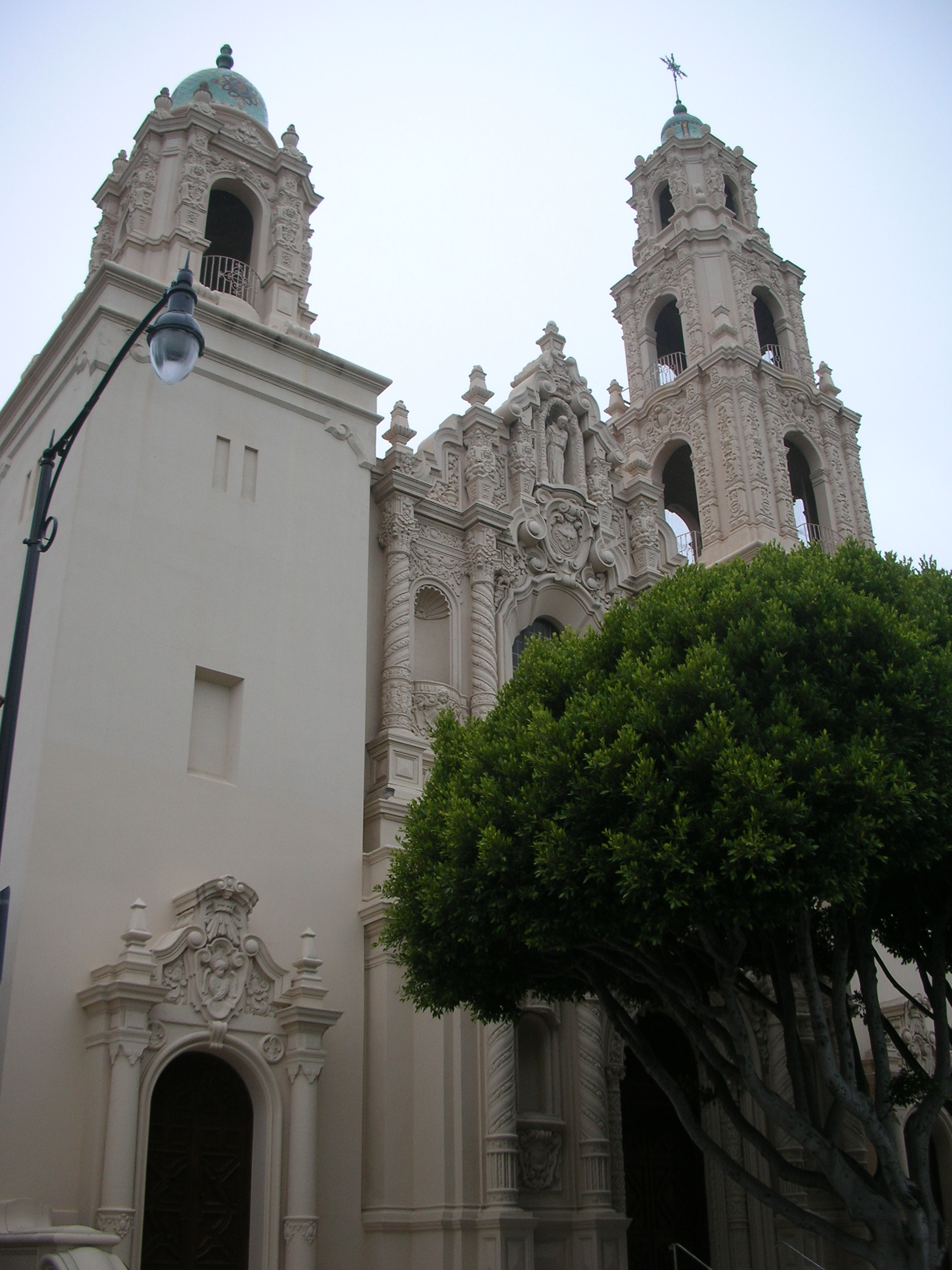
La nova basílica de Mission Dolores

Mission Dolores, l'antiga missió epònima situada a l'extrem oest dels límits del barri a Dolores Street continua funcionant com a museu i com edifici històric de Califòrnia, mentre la basílica més nova construïda i oberta al seu costat el 1913 continua tenint una congregació activa.
A prop de Mission Dolores, Dolores Park, oficialment Mission Dolores Park, envoltat per Dolores Street, Church Street, 18th Street i 20th Street, és el parc més gran del barri, i un dels parcs més popular de la ciutat. Davant de Dolores Park hi ha Mission High School construïda l'any 1927 en estil mediterrani i barroc xorigueresc.

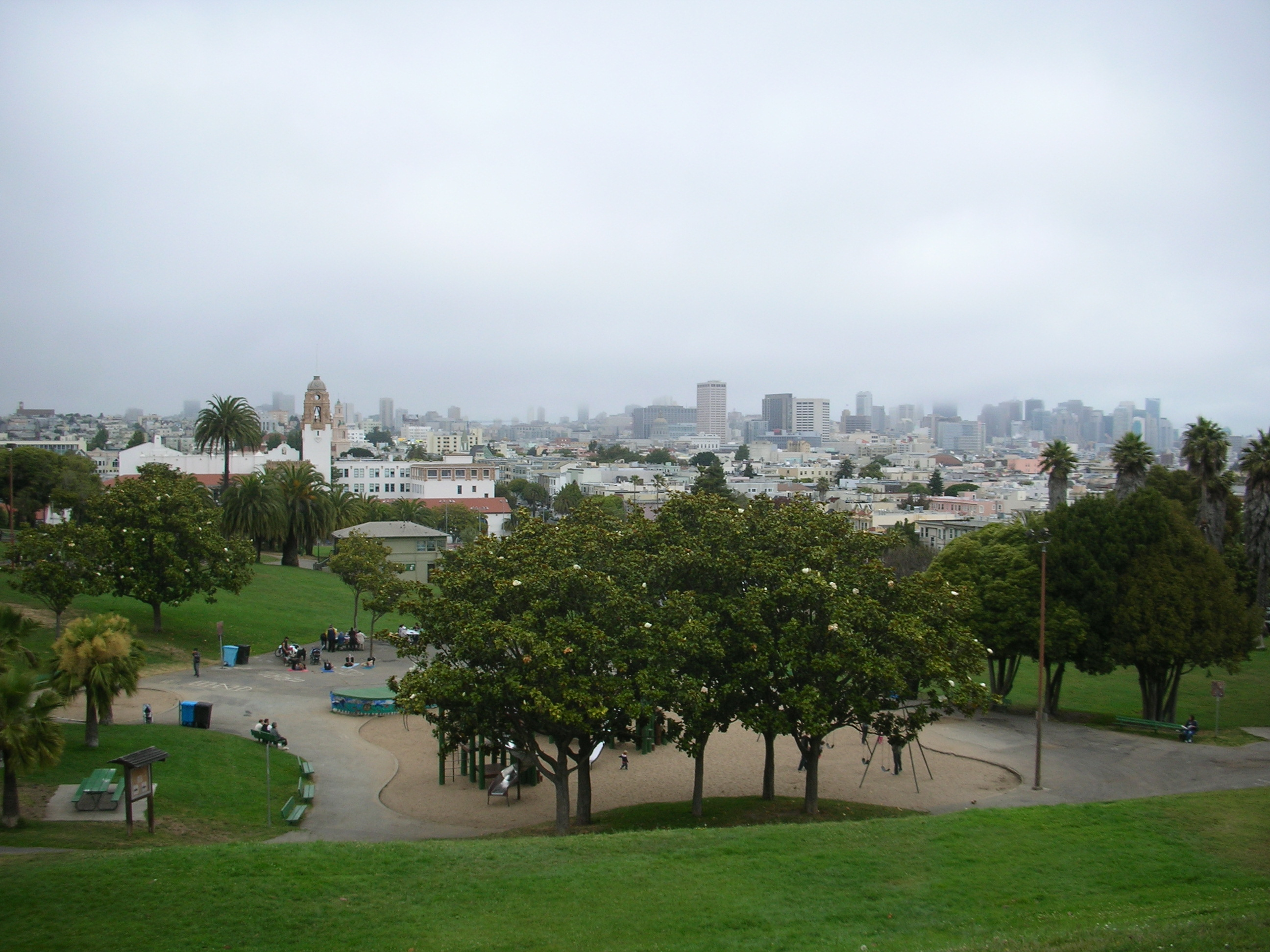
Mission Dolores Park

Tot i que l'aburgesament en els noranta i els 2000 va canviar la demografia i la cultura del barri degut a l'augment de joves americans blancs, Mission es manté com el nexe cultural i l'epicentre de San Francisco(…) Mentre els negocis mexicans, salvadorencs, i altres negocis de llatinoamericans són omnipresents per tot el barri, les seves residències no estan uniformement distribuïdes. La majoria de residents hispans del barri viuen a les bandes est i oest. Les bandes oest i nord del barri són molt menys pròsperes i menys diverses.
Nombroses institucions artístiques i culturals llatines tenen la base a Mission. El Mission Cultural Center for the Latino Arts, establert per artistes i activistes llatins, és un espai artístic. El diari local bilingüe, El Tecolote, va ser fundat el 1970. La Galería de la Raza de Mission, fundada per artistes locals activa durant el Movimiento (moment pels drets civils dels chicanos) és una organització artística reconeguda nacionalment. A finals de maig, el festival anual de Carnaval i la desfilada marxen Mission Street avall. Amb la voluntat d'imitar el festival de Rio de Janeiro, se celebra a finals de maig en lloc de, com marca la tradició, a finals de febrer, per aprofitar el bon temps.
Mission és també famosa pels seus murals iniciats pel Chicano Art Mural Movement dels setanta i inspirats en les pintures tradicionals mexicanes fetes famoses per Diego Rivera. Malgrat estar situats en diferents edificis i parets per tot el barri, alguns dels més significatius es troben a Balmy Alley i Clarion Alley.
El districte Mission també és famós i influent per la introducció del menjar mexicà als americans, concretament els burritos. El districte és l'origen de l'estil burrito de San Francisco. Hi ha també una alta concentració de restaurants salvadorencs, guatemaltencs i nicaragüencs.
(...)
Degut a l'existència d'atraccions culturals, la compra de cases i espai comercial menys carm i l'alta densitat de restaurants i establiments de begudes, Mission és un iman per la gent jove. Hi va sorgir també una comunitat d'arts independent i des dels noranta, la zona ha sigut domicili pel moviment artístic de Mission School. Molts estudis, galeries, espais de performance, i projectes d'art públic es localitzen a Mission: Project Artaud, Southern Exposure, Art Explosion studios, Artist Exchange, Artist's Television Acces, i el més vell, alternatiu, un espai d'art sense ànims de lucre a la ciutat de San Francisco: Intersection for the Arts. El Teatre Roxie, el cinema més vell que funciona a San Francisco…………. Poetes, músics, presentadors, i altres artistes algunes vegades es troben per actuar a la cantonada on es creuen el 16th i Mission.
El barri està comunicat pel sistema de tren BART amb estacions a Mission Street: a 16th Street i 24th Street, pels busos de Muni núm. 9, 12, 14, 14L, 22, 27,33, 48, 49, 67 i al llarg del marge oest per la línia de metro J Church Muni Metro, que passa per Church Street i San Jose Avenue.